# Przedszkole Bundestagu
Przedszkole Bundestagu (niem. Betriebskindertagesstätte) – budynek przedszkola dla dzieci parlamentarzystów i pracowników Bundestagu zlokalizowany na trójkątnej parceli w centrum Berlina (Mitte), pomiędzy Otto-von-Bismarck-Allee, Konrad-Adenauer-Straße i nabrzeżem Sprewy, bezpośrednio przy Paul-Löbe-Haus.
Obiekt zaprojektowany przez Gustava Peichla z Wiednia oddano do użytku w 1999 (budowa rozpoczęła się rok wcześniej). Artysta zwyciężył w konkursie architektonicznym. Forma budynku ma przypominać wesoły, ale równocześnie elegancki statek, który "zacumował" przy grupie budowli stanowiących tzw. "Wstęgę Federacji" (Paul-Löbe-Haus, Marie-Elisabeth-Lüders-Haus i Urząd Kanclerza Federalnego). Przedszkole charakteryzuje się prostymi formami geometrycznymi i żywą kolorystyką wywiedzionymi bezpośrednio z dziecięcej fantazji. Na dachu umieszczono kule-"groty" przeznaczone na popołudniową drzemkę. 